# 搖滾樂 (馬)
搖滾樂，是日本出生的日本及愛爾蘭純種競賽馬匹。生涯活躍於長途及大長途賽事，曾連霸目黑紀念，同時亦於墨爾本盃、有馬紀念及日本盃跑獲亞軍。

## 出賽前
2001年3月19日出生於北海道早來町（今安平町）北半部牧場，所有權歸於牧場負責人吉田勝己旗下。
其後交由栗東訓練中心練馬師角居勝彥訓練。

## 競賽生涯

### 2歲
2003年9月14日出戰阪神競馬場2歲新馬戰，維持於後方位置下在直路迅速衝刺，最終超越所有對手取得勝利。
其後出戰京都兩歲錦標及中京兩歲錦標，分別以第四及第三落敗。

### 3歲
2004年上半年主要以條件戰作為目標，取得一冠三季的戰績。
進入下半年，其於支笏湖特別取得第六後挑戰二級賽聖烈特紀念，但未能順利加速下僅跑獲第八，1個月後返回條件戰以鳴瀧特別為亦以第九落敗。

### 4歲
2005年其於上半年處於休養狀態，於下半年復出但僅出戰兩場賽事，均以第三的戰績完賽。

### 5歲
進入2006年，其於年初的4歲以上500萬獎金以下取得季軍後，開始進入狀態，於另一場4歲以上500萬獎金以優秀的末腳速度取得勝利後，隨即以連鬥的姿態勝出白鷺錦標，1個月在白川特別亦順利勝出，達成一波三連勝。
5月28日，其選擇再度挑戰二級賽，以目黑紀念作為目標，並與賽前取得第三人氣。比賽開始後，其處於約莫第六、七左右的位置穩步推進，於進入第二圈後仍然維持遮擋的狀態等待時機。通過最後彎道進入直路後，其瞬間由中檔位置透出逐步蠶食前方對手，最終以頸位壓贏後方衝出的眼福取得首個分級賽冠軍。
進入秋季，其和廄侶密州怨曲一同前往澳洲遠征，首戰為考菲爾德盃，然而狀態未能及時調整下以第七落敗。
11月7日繼續於澳洲出戰墨爾本盃，比賽初段位置於中團位置下在最後彎道抽出外檔加速，在中後段位置透出並迫近前方的密州怨曲，最終緊咬對手下僅以鼻位落敗，達成日本馬包攬頭二的狀況。
回國稍為休養後選擇出戰有馬紀念，比賽初段選擇於前方位置推進，在進入直路嘗試加速衝前，雖然最終被外檔加速衝出的大震撼超越，但仍然可以守住一席第二的戰績。

### 6歲
2007年首戰為京都紀念，比賽初段選擇居中戰術下在第三彎道前稍為墮後抽出外檔，進入直路後開始啟動衝刺，但最終仍然未能超越前方的賞月，以第二的戰績完賽。
其後按照原定計劃遠征阿聯酋，出戰杜拜司馬經典賽，雖然於比賽途中展現出穩定的步伐，但在直路上未能完全展開衝刺下以第六落敗。
返回日本後出戰目黑紀念，本次比賽其雖然在初段進佔先頭有利位置，但通過第一彎道後隨即放緩速度墮後，直至第三、四彎道中間才重新發力上前。進入直路後，其成功克服58.5公斤頂磅的負擔，沿着內欄位置不斷突破上前最終在最後關頭超越Coconut Punch達成連霸。

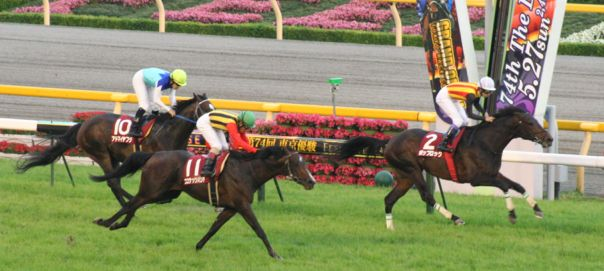
出戰目黑紀念時的搖滾樂

6月24日乘勢挑戰寶塚紀念，本次比賽其採用後上戰術，於出閘後隨即置身於後方位置，在第四彎道才徐徐而上望空發力。進入直路後，其於外檔的位置猛烈加速急襲對手，但仍然被賞月及名將森遜拋離，以第三的戰績落敗。
其後前往放草，並計劃於秋季再度遠征澳洲挑戰考菲爾德盃及墨爾本盃，但受到馬流感的影響下檢疫變得不明朗，最終放棄報名。
作為替代，其秋季以京都大賞典作為起動戰。比賽開始後，其保持於中團靠前位置逐步追走，於第四彎道時未有抽出外檔，意思閃入內欄尋找位置。進入直路後，其於內欄位置展開突破並一度取得領先，但最終仍然因為力弱被外側的太陽祭趕過，最終以頸位差距落敗
於京都大賞典取得亞軍後，陣營原定計劃其於年末遠征香港出戰香港瓶或香港盃，但再度因為檢疫問題擱置。
遠征計劃取消下，其目標轉向秋季古馬三冠，並於10月28日出戰秋季天皇賞。比賽開始後，其保持於中團靠後的位置的穩步推進，同時於最後彎道此開始發力進佔跑線。進入直路後，其隨即展開加速衝出，但仍然未能戰勝名將森遜、Agnes Ark及結伴行取得第四。
11月出戰日本盃，比賽初段選擇前置戰術，一直維持於第三、四左右的位置推進並跟隨步速。進入直路後，其在前頭位置繼續以不俗的走勢保持優勢，但最終被外檔衝出的賞月追上，以頸位差距落敗取得第二。
年末出戰有馬紀念，本次比賽重新採用居中戰術，雖然於比賽途中維持穩定的節奏，但未能於中團位置順利透出下以第五落敗。

### 7歲
2008年雖然收到杜拜司馬經典賽的邀請但未有前往，而是以阪神大賞典作為首戰。比賽開始後，其於先頭第三的位置維持穩定的節奏逐步推進，於比賽途中由始至終處於此位置。進入直路後，其嘗試加速衝出，但未能壓制對手下敗於Admire Jupitar及眼福取得季軍。
然而其後出戰正賽春季天皇賞水準大幅下滑，於直路失速之下以第十四大敗，同時為其生涯以來首次取得兩位數的戰績。
進入秋季後，其仍然保持頹勢，出戰京都大賞典以第七落敗，秋季天皇賞亦跑獲第十四的戰績。

### 8歲
2009年首戰直接為春季天皇賞，比賽途中始終維持於後方位置下無法於直路大幅推進上前，最終以第八落敗。
5月下旬繼續出戰目黑紀念，比賽初段維持於後方位置等待時機，但進入直路後受到爛地的影響未能衝出，最終以第十一的戰績完賽。
進入秋季後出戰長途馬錦標，但同樣無法於直路進入狀態下以第十四大敗。

### 9歲
2010年年初繼續以大長途賽事作為目標，雖然於1月的萬葉錦標中取得第五的戰績，但隨後挑戰鑽石錦標以第十一大敗。
其後，所有權被售賣至成員包含日裔愛爾蘭練馬師兒玉敬在內的搖滾樂賽馬團體，同時交由兒玉訓練，正式轉籍愛爾蘭。
7月30日出戰位於愛爾蘭的首戰，為一場一般的班賽。比賽開始後，其穩步處於中團靠前位置，在直路上逐步加速下成功超越並拋離對手，以2 1/2馬位取勝。
9月11日出戰一級賽愛爾蘭聖烈治錦標，比賽途中維持於中後方位置逐步推進，但於直路上被騎師貝利察覺腳部有異，因而放慢速度未有繼續緊迫，最終以包尾第八衝線。
賽後陣營取得安排其進行檢查，確認為右前腳出現肌腱炎下決定安排其退役。

### 詳細賽績
| 日期       | 舉辦國家 | 馬場     | 距離   | 級別  | 賽事名稱         | 負重 | 騎師 | 馬號 | 出馬 | 名次     | 時間     | 頭馬（二馬）           |
| ---------- | -------- | -------- | ------ | ----- | ---------------- | ---- | ---- | ---- | ---- | -------- | -------- | ---------------------- |
| 14/9/2003  | 日本     | 阪神     | 草2000 |       | 2歲新馬          | 54   | 2    | 9    | 1    | 安藤勝己 | 2:04.7   | （Tamamo Yamato）      |
| 29/11/2003 | 日本     | 京都     | 草2000 | OP    | 京都兩歲錦標     | 55   | 3    | 8    | 4    | 夏偉卓   | 2:07.4   | Mystic Age             |
| 20/12/2003 | 日本     | 中京     | 泥1700 | OP    | 中京兩歲錦標     | 55   | 1    | 15   | 3    | 夏偉卓   | 1:46.9   | Black Condor           |
| 14/1/2004  | 日本     | 京都     | 草2000 | OP    | 若駒錦標         | 56   | 9    | 10   | 3    | 岩田康誠 | 2:03.1   | Black Tide             |
| 13/3/2004  | 日本     | 阪神     | 草2200 |       | 雪柳賞           | 56   | 1    | 13   | 6    | 岩田康誠 | 2:15.1   | Stratagem              |
| 4/4/2004   | 日本     | 阪神     | 草2500 |       | 3歲500萬獎金以下 | 56   | 8    | 11   | 3    | 安藤勝己 | 2:38.2   | Cosmo Stage            |
| 24/4/2004  | 日本     | 京都     | 草2400 |       | 滿利谷賽馬會賞   | 56   | 9    | 10   | 3    | 安藤勝己 | 2:28.3   | Chikiri Sansan         |
| 29/5/2004  | 日本     | 中京     | 草2500 |       | 燕子花賞         | 56   | 9    | 11   | 1    | 安藤勝己 | 2:34.5   | （Silk Trigger）       |
| 21/8/2004  | 日本     | 札幌     | 草2600 |       | 支笏湖特別       | 53   | 8    | 11   | 6    | 蛯名正義 | 2:46.6   | Meisho Kachidoki       |
| 19/9/2004  | 日本     | 中山     | 草2200 | GII   | 聖烈特紀念       | 56   | 7    | 15   | 8    | 四位洋文 | 2:11.2   | 大宇宙                 |
| 9/10/2004  | 日本     | 京都     | 草2400 |       | 鳴瀧特別         | 54   | 6    | 9    | 9    | 武幸四郎 | 2:32.1   | T M Generous           |
| 25/9/2005  | 日本     | 阪神     | 草2500 |       | 3歲500萬獎金以下 | 57   | 4    | 13   | 3    | 四位洋文 | 2:35.1   | Mayano Liberty         |
| 16/10/2005 | 日本     | 京都     | 草2400 |       | 3歲500萬獎金以下 | 57   | 7    | 15   | 3    | 横山典弘 | 2:27.4   | Bayreuth               |
| 21/1/2006  | 日本     | 小倉     | 泥2400 |       | 4歲500萬獎金以下 | 57   | 10   | 15   | 3    | 蒙達拉素 | 2:38.4   | Fumino Blue Sky        |
| 9/4/2006   | 日本     | 阪神     | 草2200 |       | 4歲500萬獎金以下 | 57   | 12   | 16   | 1    | 四位洋文 | 2:15.4   | （Sakura Kingdom）     |
| 16/4/2006  | 日本     | 阪神     | 草2500 |       | 白鷺特別         | 56   | 11   | 12   | 1    | 川田將雅 | 2:35.9   | （Machikaneumajirusi） |
| 13/5/2006  | 日本     | 京都     | 草2400 |       | 白川特別         | 58   | 1    | 12   | 1    | 岩田康誠 | 2:30.5   | （Battle Brave）       |
| 28/5/2006  | 日本     | 東京     | 草2500 | GII   | 目黑紀念         | 54   | 7    | 17   | 1    | 川田將雅 | 2:33.1   | （眼福）               |
| 21/10/2006 | 澳洲     | 考菲爾德 | 草2400 | GI    | 考菲爾德盃       | 53   | 11   | 18   | 7    | 岳禮華   | 記錄缺失 | 多吉                   |
| 7/11/2006  | 澳洲     | 費明頓   | 草3200 | GI    | 墨爾本盃         | 53   | 12   | 24   | 2    | 岳禮華   | 3:21.5   | 密州怨曲               |
| 24/12/2006 | 日本     | 中山     | 草2500 | GI    | 有馬紀念         | 57   | 1    | 14   | 2    | 柏兆雷   | 2:32.4   | 大震撼                 |
| 17/2/2007  | 日本     | 京都     | 草2200 | GII   | 京都紀念         | 58   | 3    | 14   | 2    | 柏兆雷   | 2:17.2   | 賞月                   |
| 31/3/2007  | 阿聯酋   | 詩柏     | 草2400 | GI    | 杜拜司馬經典賽   | 56   | 10   | 15   | 6    | 柏兆雷   | 2:31.5   | 爪皇凌雨               |
| 27/5/2007  | 日本     | 東京     | 草2500 | JpnII | 目黑記念         | 58.5 | 2    | 18   | 1    | 武豐     | 2:31.4   | （Coconut Punch）      |
| 24/6/2007  | 日本     | 阪神     | 草2200 | GI    | 寶塚紀念         | 58   | 5    | 18   | 3    | 武豐     | 2:12.8   | 賞月                   |
| 7/10/2007  | 日本     | 京都     | 草2400 | GII   | 京都大賞典       | 58   | 3    | 10   | 2    | 四位洋文 | 2:24.8   | 太陽祭                 |
| 28/10/2007 | 日本     | 東京     | 草2000 | GI    | 秋季天皇賞       | 58   | 15   | 16   | 4    | 柏兆雷   | 1:59.0   | 名將森遜               |
| 25/11/2007 | 日本     | 東京     | 草2400 | GI    | 日本盃           | 57   | 2    | 18   | 2    | 柏兆雷   | 2:24.7   | 賞月                   |
| 23/12/2007 | 日本     | 中山     | 草2500 | GI    | 有馬紀念         | 57   | 6    | 15   | 5    | 柏兆雷   | 2:34.5   | 梵高藝展               |
| 23/3/2008  | 日本     | 阪神     | 草3000 | GII   | 阪神大賞典       | 58   | 3    | 13   | 3    | 武豐     | 3:09.2   | Admire Jupitar         |
| 4/5/2008   | 日本     | 京都     | 草3200 | GI    | 春季天皇賞       | 58   | 10   | 14   | 12   | 內田博幸 | 3:17.4   | Admire Jupitar         |
| 12/10/2008 | 日本     | 京都     | 草2400 | GII   | 京都大賞典       | 57   | 1    | 10   | 7    | 內田博幸 | 2:27.2   | 東寶艾倫               |
| 2/11/2008  | 日本     | 東京     | 草2000 | GI    | 秋季天皇賞       | 58   | 7    | 17   | 14   | 內田博幸 | 1:58.3   | 伏特加                 |
| 3/5/2009   | 日本     | 京都     | 草3200 | GI    | 春季天皇賞       | 58   | 8    | 18   | 8    | 川田將雅 | 3:15.2   | 逐鹿沙場               |
| 31/5/2009  | 日本     | 東京     | 草2500 | GII   | 目黑紀念         | 58   | 8    | 18   | 11   | 川田將雅 | 2:42.0   | Miyabi Ranveli         |
| 5/12/2009  | 日本     | 中山     | 草3600 | GII   | 長途馬錦標       | 57   | 6    | 16   | 14   | 杜滿萊   | 3:52.7   | 貴人善忘               |
| 1/5/2007   | 日本     | 京都     | 草3000 | OP    | 萬葉錦標         | 57   | 5    | 13   | 5    | 岩田康誠 | 3:07.4   | 東海奇謀               |
| 14/2/2010  | 日本     | 東京     | 草3400 | GIII  | 鑽石錦標         | 57   | 12   | 15   | 11   | 田中勝春 | 3:33.6   | 貴人善忘               |
| 30/7/2010  | 愛爾蘭   | 高威     | 草2800 |       | 一般賽           | 58   | 12   | 11   | 1    | 貝利     | 3:10.26  | （Caesar's Song）      |
| 11/9/2010  | 愛爾蘭   | 卻拉     | 草2800 | GI    | 愛爾蘭烈治錦標   | 62.1 | 2    | 8    | 8    | 貝利     | 記錄缺失 | 無國界                 |

## 退役後
退役後，搖滾樂成為了配種馬，於捷克茲林州納帕耶德拉納帕耶德拉Stud休養，在2011年進行配種。

## 血統簡介
父系喜利是路爲法國賽駒，生涯戰績優秀，曾勝出一級賽凱旋門大賽、根利錦標及雷鵬錦標，更成功連霸聖格盧大賽。祖父神話王爲美國賽駒，生涯僅出戰一場，但於血統上極其優秀，爲美國著名種馬鞍匠井之全兄，退役後被輸出至歐洲並成爲當地優秀種馬之一。
母系Pops為日本賽駒，生涯僅勝出條件戰級別的賽事。外祖父週日寧靜是美國三冠賽雙冠馬，退役後在日本配種，在日本馬壇相當成功，贏得多項分級賽事，其子嗣贏得巨額獎金。

### 血統表
| 父線：北地舞人系（新北區系）                                  |                         |              |                 |
| 種馬 喜利是路 1993年（棗色）                                  | 神話王 1982年（棗色）   | 北地舞人     | 新北區          |
| 種馬 喜利是路 1993年（棗色）                                  | 神話王 1982年（棗色）   | 北地舞人     | Naltama         |
| 種馬 喜利是路 1993年（棗色）                                  | 神話王 1982年（棗色）   | Fairy Bridge | Bold Reason     |
| 種馬 喜利是路 1993年（棗色）                                  | 神話王 1982年（棗色）   | Fairy Bridge | Special         |
| 種馬 喜利是路 1993年（棗色）                                  | Helice 1988年（棗色）   | Slewpy       | 西雅圖迴旋      |
| 種馬 喜利是路 1993年（棗色）                                  | Helice 1988年（棗色）   | Slewpy       | Rate Bouquet    |
| 種馬 喜利是路 1993年（棗色）                                  | Helice 1988年（棗色）   | Hirondelle   | Val de l'Orne   |
| 種馬 喜利是路 1993年（棗色）                                  | Helice 1988年（棗色）   | Hirondelle   | Hermanville     |
| 繁殖雌馬 Pops 1992年（栗色）                                  | 週日寧靜 1986年（棕色） | Halo         | Hail to Reason  |
| 繁殖雌馬 Pops 1992年（栗色）                                  | 週日寧靜 1986年（棕色） | Halo         | Cosmah          |
| 繁殖雌馬 Pops 1992年（栗色）                                  | 週日寧靜 1986年（棕色） | Wishing Well | Understanding   |
| 繁殖雌馬 Pops 1992年（栗色）                                  | 週日寧靜 1986年（棕色） | Wishing Well | Mountain Flower |
| 繁殖雌馬 Pops 1992年（栗色）                                  | Pop Singer（棕色）      | 秘書處       | 勇者帝王        |
| 繁殖雌馬 Pops 1992年（栗色）                                  | Pop Singer（棕色）      | 秘書處       | Somethingroyal  |
| 繁殖雌馬 Pops 1992年（栗色）                                  | Pop Singer（棕色）      | Icy Pop      | Iceapaed        |
| 繁殖雌馬 Pops 1992年（栗色）                                  | Pop Singer（棕色）      | Icy Pop      | Calaki          |
| 雌系：號族：7-c                                               |                         |              |                 |
| 五代內近親交配：Hail to Reason 5×4、新北區 4×5、Almahmoud 5×5 |                         |              |                 |

## 命名由來
名字Pop Rock（ポップロック）繼承之母系Pops之名字，意思即是「搖滾樂」，香港方面直接以此作為翻譯。

## 外部連結
- 搖滾樂 netkeiba.com （页面存档备份，存于）
- 血統表 （页面存档备份，存于）